# سالم عبد العزيز الصباح
الشيخ سالم عبد العزيز الصباح (1 نوفمبر 1951 -)، محافظ بنك الكويت المركزي بالفترة من 1 أكتوبر 1986 حتى فبراير 2012.

## حياته العلمية والعملية
- حاصل على بكلريوس علم الاقتصاد من الجامعة الأمريكية في بيروت عام 1977.

### في بنك الكويت المركزي
- محلل اقتصادي في قسم الدراسات - إدارة العمليات الأجنبية 1 أكتوبر 1977 إلى 28 مايو 1978.
- رئيس قسم الدراسات - إدارة العمليات الأجنبية 29 مايو 1978 إلى 17 فبراير 1980.
- رئيس قسمي الاستثمار والدراسات ونائب مدير إدارة العمليات الأجنبية 18 فبراير 1980 إلى 16 مارس 1984.
- رئيس قسم التفتيش ونائب مدير إدارة الرقابة المصرفية 17 مارس إلى 7 أغسطس 1984.
- مدير إدارة الرقابة المصرفية في بنك الكويت المركزي من 8 أغسطس 1984 إلى 14 يوليو 1985.
- المدير التنفيذي للرقابة المصرفية والسياسية النقدية في بنك الكويت المركزي من 15 يوليو 1985 إلى 8 مارس 1986.
- نائب محافظ بنك الكويت المركزي من 29 فبراير إلى 30 سبتمبر 1986.
- محافظ بنك الكويت المركزي من 1 أكتوبر 1986 حتى فبراير 2012.

### مناصب أخرى
- عضو مجلس إدارة الهيئة العامة للاستثمار.
- عضو المجلس الأعلى للتخطيط والتنمية.
- عضو المجلس الأعلى للبترول.
- المحافظ المناوب لدولة الكويت لدى صندوق النقد العربي.
- المحافظ المناوب لدولة الكويت لدى صندوق النقد الدولي.
- رئيس مجلس الإدارة لمعهد الدراسات المصرفية.

## حياته الأسرية
متزوج من لولوة الحميضي، ولديهم من الأبناء:
- فهد.
- خالد.
- سعود.
- سعد.